# Ciohorăni, Iași
Ciohorăni este o comună în județul Iași, Moldova, România, formată numai din satul de reședință cu același nume.

## Așezare
Comuna se află în vestul județului, aproape de limita cu județul Neamț. Este străbătută de șoseaua națională DN2, care leagă Romanul de Suceava. Din acest drum, la Ciohorăni se ramifică șoseaua județeană DJ208D, care o leagă spre est de Cozmești.

## Demografie
Componența etnică a comunei Ciohorăni
     Români (90,7%)
     Romi (2,63%)
     Alte etnii (6,67%)
Componența confesională a comunei Ciohorăni
     Ortodocși (85,84%)
     Creștini după evanghelie (6,85%)
     Alte religii (0,53%)
     Necunoscută (6,79%)
Conform recensământului efectuat în 2021, populația comunei Ciohorăni se ridică la 1.709 locuitori, în scădere față de recensământul anterior din 2011, când fuseseră înregistrați 1.781 de locuitori. Majoritatea locuitorilor sunt români (90,7%), cu o minoritate de romi (2,63%). Din punct de vedere confesional, majoritatea locuitorilor sunt ortodocși (85,84%), cu o minoritate de creștini după evanghelie (6,85%), iar pentru 6,79% nu se cunoaște apartenența confesională.

## Politică și administrație
Comuna Ciohorăni este administrată de un primar și un consiliu local compus din 11 consilieri. Primarul, Ticu Simion[*], de la Partidul Social Democrat, este în funcție din 2008. Începând cu alegerile locale din 2024, consiliul local are următoarea componență pe partide politice:
|  | Partid                          | Consilieri | Componența Consiliului | Componența Consiliului | Componența Consiliului | Componența Consiliului | Componența Consiliului | Componența Consiliului |
|  | ------------------------------- | ---------- | ---------------------- | ---------------------- | ---------------------- | ---------------------- | ---------------------- | ---------------------- |
|  | Partidul Social Democrat        | 6          |                        |                        |                        |                        |                        |                        |
|  | Partidul Național Liberal       | 3          |                        |                        |                        |                        |                        |                        |
|  | Uniunea Salvați România         | 1          |                        |                        |                        |                        |                        |                        |
|  | Alianța pentru Unirea Românilor | 1          |                        |                        |                        |                        |                        |                        |

## Istorie
La sfârșitul secolului al XIX-lea, comuna nu exista, satul Ciohorăni făcând la acea vreme parte din comuna Miroslovești din județul Suceava; satul avea atunci 948 de locuitori și în el funcționa o biserică, ridicată în 1864 de locuitori, ajutați de prințul Gr. M. Sturdza. Comuna Miroslovești a făcut parte după 1950 din raionul Pașcani al regiunii Iași, iar în 1968 a trecut la județul Iași.
Comuna Ciohorăni a fost înființată în 2004, când satul cu același nume s-a desprins din comuna Miroslovești.